# Clan Tamura
Il clan Tamura (田村氏 ?, Tamura-shi) fu un piccolo clan giapponese che governò nella provincia di Mutsu.
Il clan Tamura divenne parte del clan Date attraverso matrimoni misti. Durante il periodo Azuchi-Momoyama vennero assorbiti dai Date ma il nome del clan risorse durante il periodo Edo come indipendente, anche se sempre strettamente legato ai Date del dominio di Sendai.

## Origini
Il clan Tamura dichiarava di discendere da Sakanoue no Tamuramaro.

## Periodo Sengoku
Nel 1504 i Tamura si spostarono da Moriyama al castello di Miharu, a sud della provincia di Mutsu. Per creare una rete difensiva il clan mise quarantotto servitori tra castelli minori ed avamposti nell'area circostante. Il clan si scontrò ripetutamente con i clan Satake e Ashina e fu costretto ad allearsi con il clan Date. Tamura Kiyoaki diede in sposa sua figlia a Date Masamune per suggellare questa alleanza.
Dopo la morte di Kiyoaki, senza un erede, il clan s'indebolì per una disputa interna sulla successione tra servitori favorevoli ai Date ed altri contrari. Approfittando della situazione Masamune pose un suo sostenitore a capo del clan Tamura facendoli diventare subordinati ai Date.
Tuttavia quando Toyotomi Hideyoshi costrinse Masamune a fargli visita durante la campagna di Odawara nel 1590, questi si presentò senza il capo dei Tamura per impedire la continuazione del clan come indipendente. Di conseguenza il territorio dei Tamura fu confiscato ed il clan cessò di esistere.
Masamune diseredò successivamente i Tamura nel 1598 e poi scelse suo nipote Date Muneyoshi per continuare il nome della famiglia appena abolita.

## Periodo Edo
Nel 1695, Tamura Takeaki, figlio di Muneyoshi, fu designato come capo del dominio di Ichinoseki (27.000 koku) nella provincia di Mutsu. Era un piccolo feudo al centro-nord del dominio di Sendai.
Le forze del dominio di Ichinoseki si unirono al Ōuetsu Reppan Dōmei ed attaccarono il dominio di Akita alla fine dell'estate 1868.
Durante il rinnovamento Meiji, l'ultimo capo Tamura di Ichinoseki, Tamura Takaaki, fu nominato visconte nel nuovo sistema kazoku.

## Capi famiglia

### Linea Originaria
- Tamura Yoshiaki (?-1561)
- Tamura Takaaki (1517?–1574)
- Tamura Kiyoaki (?-1586)

### Linea principale (Ichinoseki)
dominio di Iwanuma
- Tamura Muneyoshi (1637–1678)
- Tamura Takeaki (1656–1708)

dominio di Ichinoseki
- Tamura Takeaki (1656–1708)
- Tamura Nobuaki (1670–1727)
- Tamura Muneaki (1707–1755)
- Tamura Murataka (1737–1782)
- Tamura Murasuke (1763–1808)
- Tamura Muneaki (1784–1827)
- Tamura Kuniaki (1817–1840)
- Tamura Kuniyuki (1820–1857)
- Tamura Yukiaki (1850–1867)
- Tamura Kuniyoshi (1852–1887)
- Tamura Takaaki (2nd) (1858–1922)
- Ammiraglio Tamura Hiroaki

## Servitori importanti
- Tamura Kiyomichi
- Tamura Kiyoyasu
- Tamura Akinaga
- Tamura Shigeaki
- Tamura Shigetoki
- Hashimoto Akinori

- Tsuneha Mitsusada
- Tsuneha Kiyoshige
- Tsuneha Sadayuki
- Ogoshi Akimitsu
- Niida Nobumasa
- Nakatsugawa Chikamune
- Gunji Toshiyoshi